# Giro di Turchia 2022
Il Giro di Turchia 2022, cinquantasettesima edizione della corsa, valevole come diciottesima prova dell'UCI ProSeries 2022 categoria 2.Pro, si è svolto in sette tappe, invece delle otto previste, dal 10 al 16 aprile 2022 su un percorso di 1 167 km, invece dei 1 303 km originariamente previsti causa annullamento della tappa conclusiva con arrivo a Istanbul , con partenza da Bodrum e arrivo a Tekirdağ, in Turchia. La vittoria fu appannaggio del neozelandese Patrick Bevin, che completò il percorso in 27h33'10", alla media di 42,355 km/h, precedendo l'australiano Jay Vine e l'argentino Eduardo Sepúlveda.
Sul traguardo di Tekirdağ 150 ciclisti, su 167 partiti da Bodrum, portarono a termine la competizione.

## Tappe
| Tappa  | Data      | Percorso             | km          | Vincitore di tappa                      | Leader cl. generale                     |
| ------ | --------- | -------------------- | ----------- | --------------------------------------- | --------------------------------------- |
| 1ª     | 10 aprile | Bodrum > Kuşadası    | 207         | Caleb Ewan                              | Caleb Ewan                              |
| 2ª     | 11 aprile | Selçuk > Alaçatı     | 158         | Kaden Groves                            | Kaden Groves                            |
| 3ª     | 12 aprile | Çeşme > Smirne       | 123         | Jasper Philipsen                        | Jasper Philipsen                        |
| 4ª     | 13 aprile | Smirne > Magnesia    | 147         | Eduardo Sepúlveda                       | Eduardo Sepúlveda                       |
| 5ª     | 14 aprile | Magnesia > Ayvalik   | 192         | Sam Welsford                            | Eduardo Sepúlveda                       |
| 6ª     | 15 aprile | Edremit > Eceabat    | 205         | Caleb Ewan                              | Eduardo Sepúlveda                       |
| 7ª     | 16 aprile | Gallipoli > Tekirdağ | 135         | Patrick Bevin                           | Patrick Bevin                           |
| 8ª     | 17 aprile | Istanbul > Istanbul  | 136         | cancellata per avverse condizioni meteo | cancellata per avverse condizioni meteo |
| Totale | Totale    | Totale               | 1 303 1 167 |                                         |                                         |

## Squadre e corridori partecipanti
| N.      | Cod. | Squadra                         |
| ------- | ---- | ------------------------------- |
| 1-6     | BOH  | Bora-Hansgrohe                  |
| 11-17   | IPT  | Israel-Premier Tech             |
| 21-27   | AST  | Astana Qazaqstan Team           |
| 31-37   | LTS  | Lotto Soudal                    |
| 41-47   | BEX  | Team BikeExchange-Jayco         |
| 51-57   | DSM  | Team DSM                        |
| 61-67   | AFC  | Alpecin-Fenix                   |
| 71-77   | ARK  | Team Arkéa-Samsic               |
| 81-87   | UXT  | Uno-X Pro Cycling Team          |
| 91-97   | DRA  | Drone Hopper-Androni Giocattoli |
| 101-107 | BCF  | Bardiani-CSF-Faizanè            |
| 111-117 | CJR  | Caja Rural-Seguros RGA          |
| 121-127 | EOK  | Eolo-Kometa Cycling Team        |

| N.      | Cod. | Squadra                         |
| ------- | ---- | ------------------------------- |
| 131-137 | EUS  | Euskaltel-Euskadi               |
| 141-147 | EKP  | Equipo Kern Pharma              |
| 151-157 | HPM  | Human Powered Health            |
| 161-167 | BBH  | Burgos-BH                       |
| 161-167 | TNN  | Team Novo Nordisk               |
| 181-187 | BAI  | Bike Aid                        |
| 191-197 | WGC  | Wildlife Generation Pro Cycling |
| 201-207 | SBB  | Sakarya BB Pro Team             |
| 211-217 | STC  | Spor Toto Cycling Team          |
| 221-227 | SVL  | Saris Rouvy Sauerland Team      |
| 231-237 | CGS  | China Glory Continental CT      |
| 241-247 | GLC  | Global 6 Cycling                |

## Dettagli delle tappe

### 1ª tappa
- 10 aprile: Bodrum > Kuşadası – 207 km

Risultati
| Pos. | Corridore        | Squadra      | Tempo    |
| ---- | ---------------- | ------------ | -------- |
| 1    | Caleb Ewan       | Lotto        | 4h38'15" |
| 2    | Jasper Philipsen | Alpecin      | s.t.     |
| 3    | Kaden Groves     | BikeExchange | s.t.     |

| Pos. | Corridore        | Squadra      | Tempo    |
| ---- | ---------------- | ------------ | -------- |
| 1    | Caleb Ewan       | Lotto        | 4h38'05" |
| 2    | Jasper Philipsen | Alpecin      | a 4"     |
| 3    | Kaden Groves     | BikeExchange | a 6"     |

### 2ª tappa
- 11 aprile: Selçuk > Alaçatı – 158 km

Risultati
| Pos. | Corridore        | Squadra      | Tempo    |
| ---- | ---------------- | ------------ | -------- |
| 1    | Kaden Groves     | BikeExchange | 4h02'11" |
| 2    | Jasper Philipsen | Alpecin      | s.t.     |
| 3    | Sam Bennett      | Bora         | s.t.     |

| Pos. | Corridore        | Squadra      | Tempo    |
| ---- | ---------------- | ------------ | -------- |
| 1    | Kaden Groves     | BikeExchange | 8h40'12" |
| 2    | Jasper Philipsen | Alpecin      | a 2"     |
| 3    | Caleb Ewan       | Lotto        | a 4"     |

### 3ª tappa
- 12 aprile: Çeşme > Smirne – 123 km

Risultati
| Pos. | Corridore        | Squadra      | Tempo    |
| ---- | ---------------- | ------------ | -------- |
| 1    | Jasper Philipsen | Alpecin      | 2h35'19" |
| 2    | Kaden Groves     | BikeExchange | s.t.     |
| 3    | M. Á. Fernández  | Global       | s.t.     |

| Pos. | Corridore        | Squadra      | Tempo     |
| ---- | ---------------- | ------------ | --------- |
| 1    | Jasper Philipsen | Alpecin      | 11h15'23" |
| 2    | Kaden Groves     | BikeExchange | a 2"      |
| 3    | Caleb Ewan       | Lotto        | a 12"     |

### 4ª tappa
- 13 aprile: Smirne > Magnesia – 147 km

Risultati
| Pos. | Corridore         | Squadra | Tempo    |
| ---- | ----------------- | ------- | -------- |
| 1    | Eduardo Sepúlveda | Drone   | 3h48'38" |
| 2    | Patrick Bevin     | Israel  | a 15"    |
| 3    | Harm Vanhoucke    | Lotto   | s.t.     |

| Pos. | Corridore         | Squadra | Tempo     |
| ---- | ----------------- | ------- | --------- |
| 1    | Eduardo Sepúlveda | Drone   | 15h04'18" |
| 2    | Patrick Bevin     | Israel  | a 14"     |
| 3    | Jay Vine          | Alpecin | a 25"     |

### 5ª tappa
- 14 aprile: Magnesia > Ayvalik – 192 km

Risultati
| Pos. | Corridore        | Squadra | Tempo    |
| ---- | ---------------- | ------- | -------- |
| 1    | Sam Welsford     | DSM     | 4h13'49" |
| 2    | Jasper Philipsen | Alpecin | s.t.     |
| 3    | Arvid de Kleijn  | Human   | s.t.     |

| Pos. | Corridore         | Squadra | Tempo     |
| ---- | ----------------- | ------- | --------- |
| 1    | Eduardo Sepúlveda | Drone   | 19h18'07" |
| 2    | Patrick Bevin     | Israel  | a 13"     |
| 3    | Jay Vine          | Alpecin | a 25"     |

### 6ª tappa
- 15 aprile: Edremit > Eceabat – 205 km

Risultati
| Pos. | Corridore        | Squadra | Tempo    |
| ---- | ---------------- | ------- | -------- |
| 1    | Caleb Ewan       | Lotto   | 4h54'00" |
| 2    | Jasper Philipsen | Alpecin | s.t.     |
| 3    | Danny Van Poppel | Bora    | s.t.     |

| Pos. | Corridore         | Squadra | Tempo     |
| ---- | ----------------- | ------- | --------- |
| 1    | Eduardo Sepúlveda | Drone   | 24h12'07" |
| 2    | Patrick Bevin     | Israel  | a 11"     |
| 3    | Jay Vine          | Alpecin | a 25"     |

### 7ª tappa
- 16 aprile: Gallipoli > Tekirdağ – 135 km

Risultati
| Pos. | Corridore     | Squadra | Tempo    |
| ---- | ------------- | ------- | -------- |
| 1    | Patrick Bevin | Israel  | 3h21'02" |
| 2    | Jay Vine      | Alpecin | a 2"     |
| 3    | Nicolas Edet  | Arkéa   | a 4"     |

| Pos. | Corridore         | Squadra | Tempo     |
| ---- | ----------------- | ------- | --------- |
| 1    | Patrick Bevin     | Israel  | 27h33'10" |
| 2    | Jay Vine          | Alpecin | a 20"     |
| 3    | Eduardo Sepúlveda | Drone   | a 40"     |

### 8ª tappa
- 17 aprile: Istanbul > Istanbul – 136 km

cancellata per avverse condizioni meteo

## Evoluzione delle classifiche
| Tappa              | Vincitore          | Classifica generale Maglia turchese | Classifica a punti Maglia verde | Classifica scalatori Maglia rossa | Bellezze turche Classifica sprint intermedi Maglia bianca | Classifica a squadre |
| ------------------ | ------------------ | ----------------------------------- | ------------------------------- | --------------------------------- | --------------------------------------------------------- | -------------------- |
| 1ª                 | Caleb Ewan         | Caleb Ewan                          | Caleb Ewan                      | Nicolas Edet                      | Vitalij Buc                                               | Israel-Premier Tech  |
| 2ª                 | Kaden Groves       | Kaden Groves                        | Kaden Groves                    | Noah Granigan                     | Noah Granigan                                             | Israel-Premier Tech  |
| 3ª                 | Jasper Philipsen   | Jasper Philipsen                    | Jasper Philipsen                | Noah Granigan                     | Vitalij Buc                                               | Israel-Premier Tech  |
| 4ª                 | Eduardo Sepúlveda  | Eduardo Sepúlveda                   | Jasper Philipsen                | Eduardo Sepúlveda                 | Vitalij Buc                                               | Equipo Kern Pharma   |
| 5ª                 | Sam Welsford       | Eduardo Sepúlveda                   | Jasper Philipsen                | Eduardo Sepúlveda                 | Vitalij Buc                                               | Equipo Kern Pharma   |
| 6ª                 | Caleb Ewan         | Eduardo Sepúlveda                   | Jasper Philipsen                | Noah Granigan                     | Batuhan Özgür                                             | Equipo Kern Pharma   |
| 7ª                 | Patrick Bevin      | Patrick Bevin                       | Jasper Philipsen                | Noah Granigan                     | Batuhan Özgür                                             | Equipo Kern Pharma   |
| 8ª                 | cancellata         | Patrick Bevin                       | Jasper Philipsen                | Noah Granigan                     | Batuhan Özgür                                             | Equipo Kern Pharma   |
| Classifiche finali | Classifiche finali | Patrick Bevin                       | Jasper Philipsen                | Noah Granigan                     | Batuhan Özgür                                             | Equipo Kern Pharma   |

Maglie indossate da altri ciclisti in caso di due o più maglie vinte
- Nella 2ª tappa Jasper Philipsen ha indossato la maglia verde al posto di Caleb Ewan.
- Nella 3ª tappa Jasper Philipsen ha indossato la maglia verde al posto di Kaden Groves e Vitalij Buc ha indossato quella bianca al posto di Noah Granigan.
- Nella 4ª tappa Kaden Groves ha indossato la maglia verde al posto di Jasper Philipsen.
- Nella 5ª e 6ª tappa Noah Granigan ha indossato la maglia rossa al posto di Eduardo Sepúlveda.

## Classifiche finali

### Classifica generale - Maglia turchese
| Pos. | Corridore          | Squadra  | Tempo     |
| ---- | ------------------ | -------- | --------- |
| 1    | Patrick Bevin      | Israel   | 29h19'40" |
| 2    | Jay Vine           | Alpecin  | a 20"     |
| 3    | Eduardo Sepúlveda  | Drone    | a 40"     |
| 4    | Nicolas Edet       | Arkéa    | a 52"     |
| 5    | Harm Vanhoucke     | Lotto    | a 1'17"   |
| 6    | A. H. Johannessen  | Uno-X    | a 1'26"   |
| 7    | Dawit Yemane       | Bike Aid | a 1'33"   |
| 8    | Sean Bennett       | China    | a 1'37"   |
| 9    | Mustafa Sayar      | Sakarya  | a 1'50"   |
| 10   | Henri Vandenabeele | DSM      | a 1'52"   |

### Classifica a punti - Maglia verde
| Pos. | Corridore        | Squadra      | Punti |
| ---- | ---------------- | ------------ | ----- |
| 1    | Jasper Philipsen | Alpecin      | 88    |
| 2    | Kaden Groves     | BikeExchange | 56    |
| 3    | Caleb Ewan       | Lotto        | 50    |
| 4    | Patrick Bevin    | Israel       | 50    |
| 5    | Danny Van Poppel | Bora         | 44    |

### Classifica scalatori - Maglia rossa
| Pos. | Corridore         | Squadra  | Punti |
| ---- | ----------------- | -------- | ----- |
| 1    | Noah Granigan     | Wildlife | 14    |
| 2    | Eduardo Sepúlveda | Drone    | 10    |
| 3    | Nicolas Edet      | Arkéa    | 10    |
| 4    | Patrick Bevin     | Israel   | 10    |
| 5    | Harm Vanhoucke    | Lotto    | 8     |

### Classifica sprint intermedi - Maglia bianca
| Pos. | Corridore       | Squadra  | Punti |
| ---- | --------------- | -------- | ----- |
| 1    | Batuhan Özgür   | Sakarya  | 10    |
| 2    | Feritcan Şamlı  | Spor     | 6     |
| 3    | Noah Granigan   | Wildlife | 6     |
| 4    | Oğuzhan Tiryaki | Spor     | 5     |
| 5    | Scott McGill    | Wildlife | 5     |

### Classifica a squadre
| Pos. | Squadra                  | Tempo     |
| ---- | ------------------------ | --------- |
| 1    | Equipo Kern Pharma       | 82h52'44" |
| 2    | Bike Aid                 | a 21"     |
| 3    | Eolo-Kometa Cycling Team | a 1'08"   |
| 4    | Euskaltel-Euskadi        | a 2'05"   |
| 5    | Team Arkéa-Samsic        | a 2'41"   |